# صلاح الدين في مصر
وصل صلاح الدين إلى مصر في عام 1163 وحكمها من عام 1171 حتى وفاته في عام 1193. كانت مصر في حالة من الشقاق بين الوزراء قبل وصول صلاح الدين إلى السلطة، وكان الوضع السياسي والاجتماعي في حالة من الفوضى. وصل صلاح الدين أولًا إلى مصر برفقة عمه شيركوه في حملة أطلقها نور الدين. وقد برز في عهد شيركوه حتى خلفه في منصب وزير مصر. عندما سقطت الخلافة الفاطمية عام 1171 م، أصبح صلاح الدين هو السلطة الوحيدة المتبقية في مصر، وقد استخدم قوته واستقلاليته المتزايدة لتوسيع مملكته ونفوذه.

## مصر قبل السلطان صلاح الدين
كانت الخلافة الفاطمية التي حكمت مصر منذ عام 969 على وشك التفكك الكامل في الفترة التي سبقت وصول صلاح الدين. وكانت التحديات التي واجهت الدولة واسعة النطاق وتمس كل جانب من جوانب الحياة في مصر. يمكن تقسيم حالة مصر الفاطمية إلى ثلاثة مجالات: السياسية والاجتماعية والاقتصادية.

### السياسي
وفي نهاية المطاف، كانت السلطة في الخلافة الفاطمية في يد الخليفة. ومع ذلك، مع مرور السنين، انتقلت السلطة الحقيقية إلى مكتب الوزير. في البداية، كان من المفترض أن يكون الوزير هو المسؤول الرئيس عن الدولة، ويخدم وفقًا لإرادة الخليفة ورغبته. وقد تغير هذا مع صعود بدر الجمالي (1074-1094 م) إلى المنصب. وقد جمع بدر وخلفاؤه، الذين كان أغلبهم من العسكريين، بين منصب الوزارة ومنصب "قائد الجيوش" وكانوا يتمتعون بالسلطات الكاملة بدلًا من الخليفة. وكان هؤلاء "وزراء السيف" في نفس الوقت رؤساء وزراء مسؤولين عن جميع الإدارة المدنية، ورؤساء الجيش، ومسؤولين عن جميع الأمور القضائية كقاضي رئيس، وحتى عن جميع الأمور الدينية للمجتمع الإسماعيلي كرئيس دعاة (داعي الدعاة). ومع تزايد سلطة الوزراء لتتفوق على سلطة الخلفاء، فقد اتخذوا لقب "الملك" متبوعًا بلقب آخر.
لقد تحطّمت أي سلطة متبقية ربما كانت لدى الخلفاء عندما توفي آخر خليفة بالغ، الحافظ، في عام 1149. وقد أدى هذا الموت إلى بداية فترة أخرى من عدم الاستقرار والمؤامرات، والتي بلغت ذروتها بمقتل العديد من الذكور في العائلة المالكة الفاطمية في عام 1153. أشعلت هذه الاقتتالات ثورة قادها الحاكم الأرمني لمصر الوسطى، طلائع بن رزيق، الذي ساعدته ست القصور، شقيقة الخليفة الشاب الفايز. وسرعان ما عزز ابن رزيق حكمه في مصر (مانعًا أي تدخل ربما كان نور الدين يخطط له) وحكم بفعالية. في عهد ابن رزيق، استعادت مصر قدرًا من النفوذ الدولي، ودافعت عن نفسها بنجاح من الاعتداءات البحرية، وشنت غارات على سفن المعارضة في شرق البحر الأبيض المتوسط، ودخلت في مفاوضات مع نور الدين بشأن الجهاد الموحد ضد الدول الصليبية. ولم يكن الصليبيون في مملكة القدس غافلين عن طبيعة موقفهم الحساس، وسعوا إلى إقامة علاقة وظيفية مع ابن رزيق، انتهت بهدنة بين الدولتين، حيث دفعت مصر مبالغ سنوية كبيرة إلى القدس كأحد الشروط. وفي سنة 1161م اُغتِيل ابن رزيق ومات معه الاستقرار في مصر. وخلفه ابن رزيق، لكن سرعان ما أطاح به الحاكم العربي لمصر العليا شاور في عام 1163. وفي نفس العام، أُطيح بشاور نفسه على الفور تقريبًا على يد رجل حاشية يدعى ضرغام. فرّ شاور من مصر وطلب المساعدة من نور الدين في الشام. انتقلت الفوضى الداخلية التي اندلعت عام 1163 إلى الساحة الدولية عندما قام الملك الجديد للقدس، عموري الأول، بحملة عقابية في مصر ردًّا على فشل المصريين في دفع الجزية السنوية. لم تتوقف حملة عموري بسبب الجيش الفاطمي، بل بسبب فيضان النيل الذي شل جيشه أثناء حصاره لمدينة بلبيس في شمال مصر.

### الاجتماعي
كانت العقيدة الرسمية للدولة الفاطمية هي الإسماعيلية، وهي فرع من الإسلام الشيعي الذي اعتنقه الفاطميون. وفقًا للمعتقدات الإسماعيلية، كان الخليفة أيضًا هو الإمام، وهو الوريث المختار والمرشد من الله (خليفة النبي محمد)، في خلافة مباشرة وغير منقطعة عن طريق علي بن أبي طالب. لقد تم الطعن في ادعاء الفاطميين بالنسب إلى علي بالفعل خلال القرن العاشر، سواء من العباسيين السنة ولكن أيضًا من العديد من الشيعة، الذين رفضوا شرعيتهم وزعموا أنهم دجالون. رفض جزء من المصريين المذهب الإسماعيلي ومارسوا الإسلام السني. وتفاقمت التوترات مع فقدان الخلفاء للسلطة بشكل مطرد، بما في ذلك القدرة على دعم دين الدولة. وفي هذا الفراغ المتزايد، ظهر الإسلام السني، الذي ازدهر في شمال مصر وخاصة حول مدينة الإسكندرية. بالفعل في ق. 1070، حاول الرجل العسكري القوي ناصر الدولة بن حمدان خلع الأسرة واستعادة الحكم السني في مصر. وقد تراجعت هيبة الخلافة بشكل أكبر في أعقاب سلسلة من الانقسامات العميقة داخل الطائفة الإسماعيلية نفسها، حول الخلافة في الإمامة/الخلافة: الانقسام النزاري عام 1094 والانقسام الحافظي عام 1130/1132.
وبالإضافة إلى هذا الضغط الديني المتزايد، فإن الطبيعة غير المستقرة للحياة السياسية المصرية أجبرت النخب في كل مجال (الإدارية، والشعرية، والقانونية، وغيرها) على الدخول في دوائر اجتماعية متماسكة غالباً ما تكون عرضة للتطهير عندما تستولي الفصائل المتنافسة على السلطة. وقد أدى ذلك إلى مقتل العديد من أبرز الكفاءات المصرية، مما ساهم في سقوط الدولة الفاطمية.

### الاقتصادي
ولعل الجزء الوحيد من مصر قبل صلاح الدين الذي يمكن أن نسميه ناجحًا هو اقتصادها. منذ العصور القديمة، جعلت ضفاف نهر النيل الخصبة من مصر سلة الخبز لمنطقة شرق البحر الأبيض المتوسط. كانت مقابر الفراعنة بمثابة مناجم ذهب من صنع الإنسان للفاطميين، الذين قاموا بنشاط بنهب ثروات هذه المقابر القديمة لدعم مشاريعهم. وكان العامل الحاسم في نجاح الاقتصاد المصري هو نمو التجارة. امتدت طرق التجارة إلى الهند، حيث كانت البضائع القادمة من الشرق تمر عبر صعيد مصر في طريقها إلى أوروبا والشرق الأوسط، مما ساهم في النمو الواسع النطاق للمدن التجارية مثل دمياط والإسكندرية. للمرة الأولى، كان ضعف الدولة الفاطمية بمثابة ميزة حيث استغل الناس من جميع الخلفيات الدينية جميع جوانب التجارة المزدهرة ونجحوا في إنشاء نظام مالي ناجح بشكل مدهش. لقد وفّر هذا الاقتصاد القوي والنظام المالي للوزراء المصريين مثل ابن رزيق القدرة على استخدام أموال مذهلة في السياسة الداخلية والدولية.

## حملات صلاح الدين في مصر

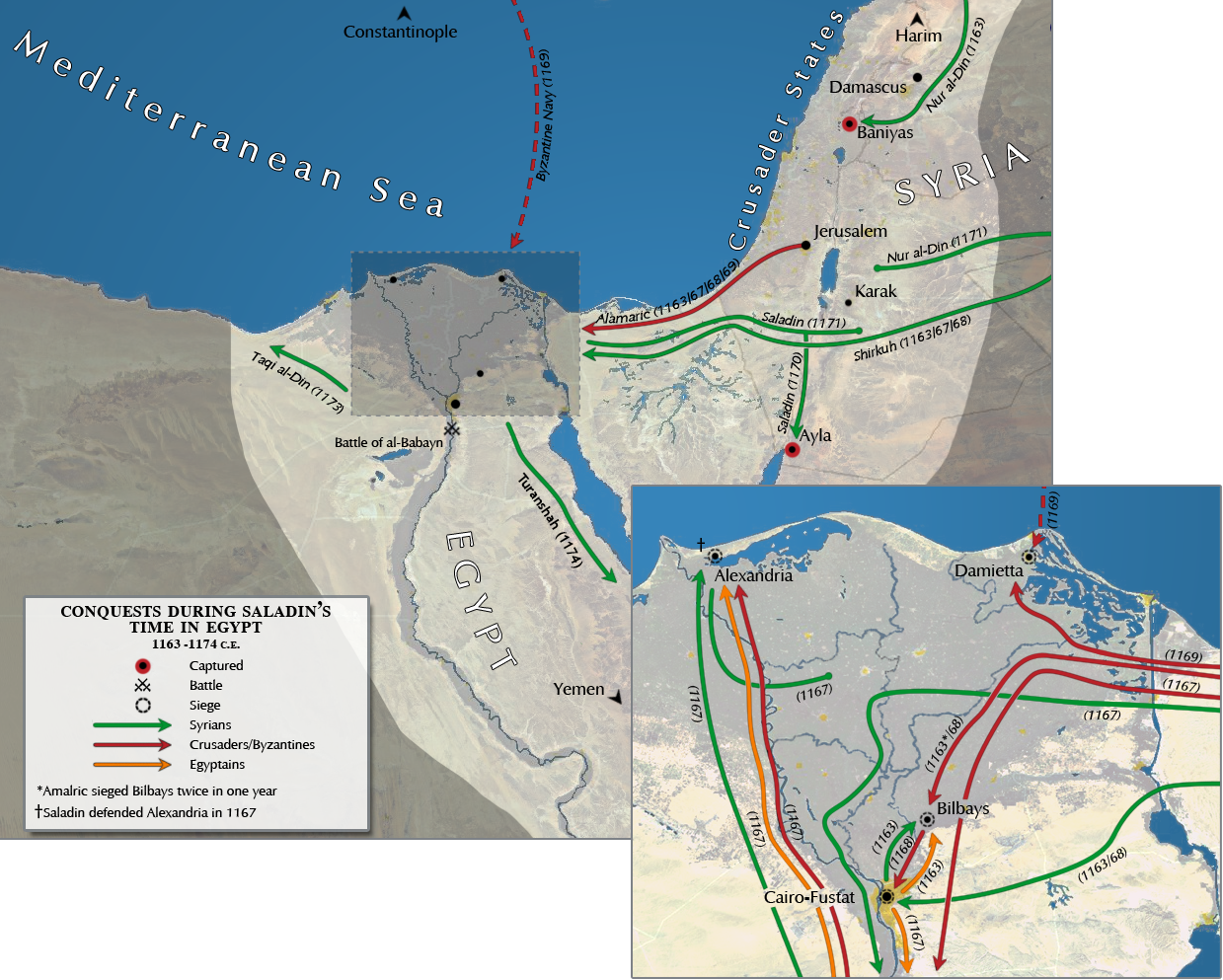
خريطة الفتوحات في مصر في عهد صلاح الدين.

وكان نور الدين قد سعى منذ فترة طويلة إلى التدخل في مصر، خاصة بعد أن أضاع فرصته عندما نجح طلعت بن رزيق في السيطرة على البلاد، مما عرقل طموحاته لمدة تقرب من عقد من الزمان. وهكذا راقب نور الدين عن كثب أحداث عام 1163 مع قائده الموثوق شيركوه منتظرًا الفرصة المناسبة لإخضاع البلاد لسيطرته. قبل الحملات كان من الصعب العثور على شخصية أكثر غموضًا من صلاح الدين، ولكن مع نهايتها برز كواحد من أبرز الشخصيات في الشرق الأوسط في العصور الوسطى.

### حملة 1163
وفي الشام، نجح شاور بسهولة في إقناع نور الدين بدعم قضيته في مصر. كان دافع نور الدين جزئيًا هو رغبته الطويلة الأمد في السيطرة على مصر، وجزئيًا بسبب رغبته في منع المزيد من المغامرات العسكرية التي قد يقوم بها عموري. أرسل نور الدين قائد جيشه شيركوه (الذي أخذ معه بدوره ابن أخيه صلاح الدين) لمرافقة شاور إلى مصر وإعادته إلى السلطة. انطلقت القوة في أيار 1163 ودخلت القاهرة بسرعة حيث عزلت ضرغام. ولكن بعد الإطاحة بضرغام، أصبح من الواضح سريعًا أن شاور لن يلتزم باتفاقه، فلا هو دفع الجزية لنور الدين ولا هو أعطى قوات شيركوه الإقطاعيات التي وعد بها. ثم دخل شاور في مفاوضات مع عموريك في محاولة لحشد الدعم ضد ولي أمره السابق. وفي نهاية المطاف نجح في إقناع عموري بالتحالف ضد نور الدين من خلال تقديم عدة تنازلات، بما في ذلك إطلاق سراح السجناء المسيحيين والخضوع لمملكة القدس. وسار عموري وشاور معًا نحو مدينة بلبيس، التي كان شيركوه يستخدمها كقاعدة له. لم يكن أي من الحلفاء راغبًا في اقتحام المدينة، لذا اختاروا حصارها (كان المصريون الأصليون يدركون دورات فيضان النيل، وبالتالي عرفوا أنهم لن يعانوا من نفس مصير حصار عموري السابق للمدينة). استغل نور الدين غياب عموري وجيش القدس لمهاجمة الدول الصليبية، وفاز في معركة ضارية واستعاد مدينة حارم. واصل نور الدين تقدمه واستولى على مدينة بانياس، مما أجبر عموري على العودة من مصر. تم التوصل إلى اتفاقية سلام في تشرين الثاني 1163 والتي تطلبت من عموري وشيركوه الانسحاب من مصر مقابل دفعات كبيرة من شاور. برز شاور باعتباره المنتصر النهائي بعد أن حصل على السيطرة الشخصية على مصر وتجنب الخضوع إما لنور الدين أو عموري.

### حملة 1167
كان شيركوه الطموح غير راضٍ عن نتيجة حملة 1163 وبدأ في الاستعداد لغزو جديد لمصر. كان شاور على علم بنوايا شيركوه ودخل في مفاوضات مع عموريك لتجديد تحالفهما في حالة غزو شيركوه. وفي أواخر عام 1166 وأوائل عام 1167، هاجم شيركوه، مرة أخرى مع صلاح الدين، مصر بدعم من نور الدين. تحرك أمالريك وشاور بسرعة ضد قوة شيركوه القادمة. تمكن شيركوه من تجنب جيش عموريك في العراء والسفر جنوبًا إلى مصر واستخدام الضفة الغربية لنهر النيل لصد هجوم من القوات المشتركة لأموريك وشاور. وأخيرًا، في آذار 1167، فرض الحلفاء معركة فاز بها شيركوه، على الرغم من الخسائر الفادحة التي تكبدها الجانبان. ثم توجه شيركوه إلى الإسكندرية، حيث فتح له الفاطميون أبوابها وعرضوا عليه الدعم. لكن عموريك وشاور أعادا تنظيم صفوفهما بسرعة، واقتربا من الإسكندرية. ولأنه لم يكن راغبًا في البقاء مع جيشه الرئيس في الإسكندرية، غادر شيركوه المدينة، تاركًا صلاح الدين وقوة صغيرة للدفاع عنها. وسرعان ما فرض الحلفاء على المدينة حصارًا شرسًا [الإنجليزية]. وفي أول موقع عسكري كبير له، نجح صلاح الدين في تنظيم دفاع مستمر عن المدينة والحفاظ على دعم السكان، على الرغم من المعاناة الكبيرة التي سببها الحصار الطويل. وظل شيركوه غير نشط إلى حد كبير في الريف، وفشل في مهاجمة الجيش المحاصر أو مدينة القاهرة المحمية، والتي كانت تضم الخليفة الفاطمي. وفي نهاية المطاف تم التفاوض على معاهدة سلام بين شيركوه وحلفائه، مع الاتفاق على أن يسحب عموري وشيركوه قواتهما مقابل دفع أموال ومنح العفو لشعب الإسكندرية (ولم يتم منع شاور من الانتقام من المدينة إلا بعد أن أصبحت جزءًا من اتفاقية السلام ووعد عموري بحماية المدينة). بقي صلاح الدين في المعسكر الصليبي أثناء هذه المفاوضات التي سعى فيها إلى ضمان شروط حماية الإسكندرية.

### حملة 1168
وفي مواجهة الضغوط الداخلية الناجمة عن تحالفه غير الشعبي مع عموري، حاول شاور التفاوض مع نور الدين لمنع شيركوه من مهاجمة مصر للمرة الثالثة. لكن شاور وجد نفسه مهدداً بالخيانة عندما هاجم عموري مصر في عام 1168. استولى عموري بسرعة على مدينة بلبيس في أوائل تشرين الثاني وقام بمذبحة السكان الذين أحبطوه مرتين في عام 1163. ثم سارع إلى الفسطاط، العاصمة الرسمية لمصر، قبل أن يتمكن شاور من جمع قواته. رد شاور بإحراق المدينة قبل أن يتمكن عموري من الاستيلاء عليها واستخدامها كقاعدة ضد القاهرة (مدينة الخليفة وعاصمة مصر بحكم الأمر الواقع). على الرغم من عدم إعجاب عموري بأفعال شاور، حاصر القاهرة وحاول اقتحام المدينة. ومع اقتراب العدو من أبواب مدينته، طلب الخليفة الفاطمي العاضد المساعدة من نور الدين. وأمر نور الدين شيركوه سريعًا بالعودة إلى مصر. قام شيركوه مرة أخرى بتجنيد صلاح الدين الذي يبدو أنه اقتنع بعد الأوقات الصعبة التي تحملها في الإسكندرية. غادر شيركوه إلى مصر في كانون الأول 1168. وعندما سمع عموري بوصول شيركوه إلى مصر في كانون الثاني 1169، سارع إلى التفاوض على هدنة مع شاور (بما في ذلك المدفوعات المعتادة من قبل المصريين في مقابل الانسحاب) وعاد إلى القدس. وبدعم من العديد، دخل شيركوه القاهرة دون مقاومة. وبعد ذلك قام صلاح الدين شخصيًّا باعتقال شاور وأحضره إلى العديد الذي أمر بإعدام شاور. عُين شيركوه وزيرًا جديدًا ومنح صلاح الدين منصبًا إداريًّا رفيعًا. توفي شيركوه بعد ذلك بفترة قصيرة، في آذار 1169، بعد وجبة طعام كبيرة وغنية بشكل استثنائي. ثم اُختير صلاح الدين من بين أمراء شيركوه ليصبح الوزير (على الرغم من أنه من غير الواضح ما إذا كان الأمراء اختاروه أم اختاره الفاطميون أم ربما أُريد به إيقاف صراع بين الأمراء الأكراد والأتراك).

## وزارة صلاح الدين
لقد كان صعوده إلى الوزارة بمثابة لحظة حاسمة في حياته. تزوج للمرة الأولى. كانت الدولة الفاطمية التي ورثها غير مستقرة تمامًا مثل الدولة التي استولى عليها شاور، لكن صلاح الدين واجه التحدي الإضافي المتمثل في كونه محتلاً أجنبيًا. وقد زاد هذا التحدي لأن سيد صلاح الدين، نور الدين، لم يكن يعرف الكثير عن ابن أخ أميره المتوفى، بخلاف أنه كان من عائلة أيوبية طموحة للغاية. وهكذا يمكن الحكم على فترة صلاح الدين كوزير بأنها كانت محاولة لإصلاح الوضع السياسي والاجتماعي في مصر، في حين كان تحت المراقبة المستمرة من نور الدين، الذي كان يعتقد أن إضافة موارد مصر إلى إمبراطوريته الشامية هي واحدة من الخطوات الأخيرة نحو إكمال جهاده ضد الدول الصليبية.

### السياسي
واجه صلاح الدين على الفور تقريبًا تحديات من النخب العسكرية والمدنية المؤيدة للفاطميين، الذين خشوا أن يؤدي وجود وزير سني أجنبي إلى تدمير سلالتهم. تشكلت مؤامرة ضد صلاح الدين من قبل هذه النخب في عام 1169، وتركزت حول الخصي الأسود الذي كان يشغل منصب كبير الخدم [الإنجليزية] في قصر الخليفة. اكتشف صلاح الدين هذه المؤامرة وأمر بإعدام الخصي أثناء وجوده خارج المدينة لتفقد ممتلكاته. وقد أدى هذا الإعدام إلى اندلاع انتفاضة من الوحدات السودانية [الإنجليزية] في الجيش الفاطمي الذين كانوا كثيرين وموالين للغاية للخلافة. نجح صلاح الدين في إخماد هذه الثورة بسرعة وفعالية وبدأ في إعادة هيكلة الجيش الفاطمي حول الوحدات السورية التي بقيت معه في مصر، مما أدى إلى زيادة فعالية الجيش ومنحه سيطرة شخصية أكبر عليه. لم تكن هذه الثورة هي التحدي الوحيد في عام 1169 حيث عاد عموري، وبدعم من البحرية البيزنطية، حاول الاستيلاء على دمياط. وأجبر الخلاف بين المهاجمين على قبول شروطهم والانسحاب. ولكن بعد أن تمكن من إرساء وضع آمن نسبيًا بحلول عام 1170، زاد صلاح الدين من قوته داخل مصر من خلال استيراد عائلته (وأبرزهم والده أيوب) الذي عينه في مناصب مهمة في جميع أنحاء الحكومة. كما سعى إلى اختبار الحاكم الفاطمي العاضد من خلال عدم احترامه علنًا من خلال أفعال، مثل ركوب حصانه إلى فناء قصر الخليفة (وهو أمر لم يكن مسموحًا به إلا للخليفة). ومن الواضح أن صلاح الدين شعر بالأمان في مصر فقام بشن هجمات على مملكة القدس في عام 1170 ونجح في الاستيلاء على مدينة العقبة الاستراتيجية. انسحب مبكرًا من حملة 1171، والتي كان من المفترض أن تكون هجومًا على قلعة الكرك الصليبية مع نور الدين الزنكي، جزئيًا لأنه أراد تجنب لقاء سيده ورسميًا بسبب وفاة والده. لم يكن نور الدين راضيًا عن هذه الإجراءات، ونظر إلى صلاح الدين بعد وفاة أيوب (كان أيوب يحظى بثقة كبيرة من نور الدين، وكان يشرف على مالية مصر نيابة عنه). من أجل السيطرة على تابعه وكسب ود الخليفة العباسي، أمر نور الدين صلاح الدين بإسقاط الأسرة الفاطمية في حزيران 1171. ولعدم رغبته في خوض المزيد من الثورات، انتظر صلاح الدين حتى وفاة العديد في الوقت المناسب (اشتبه كثيرون في أن العديد قد تم تسميمه على يد صلاح الدين، على الأرجح) لإنهاء سلالة الفاطميين رسميًا، وهو ما فعله في 17 أيلول 1171، من خلال إلقاء خطب الجمعة في جميع أنحاء مصر باسم المستضيء، الخليفة العباسي.

### الاجتماعي
ورغم أنه لم ينجح في حل الخلافة الفاطمية حتى عام 1171، إلا أن صلاح الدين سعى بنشاط إلى نشر المذهب السني بمجرد توليه منصب الوزير. بدّل المدارس الفاطمية إلى مساجد ومدارس من أجل نشر المعتقدات السنية. كما عيّن الفقهاء السنة بشكل منهجي في مناصب قانونية في جميع أنحاء الدولة، نجح صلاح الدين ببراعة في القضاء على أي معارضة قد يواجهها من المؤسسة الدينية عند محاولته حل الخلافة الفاطمية. ومن السمات المميزة الأخرى لحكم صلاح الدين الفعال استعداده لقبول النخب المصرية المفيدة في إدارته. ولم يكن أحد من هؤلاء أكثر أهمية من القاضي الفاضل، وهو فقيه لامع من عسقلان، خدم شاور وشيركوه لفترة وجيزة قبل أن يدخل في خدمة صلاح الدين. لقد زود رجال مثل القاضي الفاضل صلاح الدين بأكثر من مجرد مهاراتهم الواسعة، بل قدموا له أيضًا اتصالات مباشرة في الدوائر الاجتماعية / السياسية المعقدة التي كانت تحمل السلطة في الدولة الفاطمية. وأخيرًا، برز تسامح صلاح الدين الشهير تجاه غير المسلمين عندما سمح للمسيحيين الأقباط واليهود، الذين كانوا راسخين في النظام المالي الناجح للغاية في مصر، بالاحتفاظ بمناصبهم. وقد ضمنت هذه الخطوة استمرار نجاح الاقتصاد المصري المزدهر.

## حاكم مصر
وبعد سقوط الخلافة الفاطمية، وجد صلاح الدين نفسه حاكمًا لمصر، رغم أنه لا يزال تابعًا لنور الدين البعيد. ولكن نور الدين بدوره لم يجد نفسه راضيًا عن صلاح الدين لعدد من الأسباب. وكان أعظم هذه الأمور هو استيائه من حجم مدفوعات الجزية التي دفعها صلاح الدين، والتي كان يتوقع أن تكون أكبر من ذلك بكثير. وقد تفاقمت هذه المشكلة بسبب سعي نور الدين إلى تعزيز شيركوه، وليس صلاح الدين، ومع وفاة شيركوه، شعر نور الدين بأنه لا يملك أي سيطرة على الحاكم الأصغر، وأصبح أكثر اقتناعًا بأن صلاح الدين سيحاول أن يصبح مستقلًّا. من غير المعروف إلى أي مدى تعمد صلاح الدين دفع أجر أقل لنور الدين، ولكن من المرجح أن مقابر الفراعنة كانت قد جفت أخيرًا بعد أن تم فتحها بشكل مكثف من الوزراء السابقين. واصل صلاح الدين تجنب أي لقاء شخصي مع نور الدين، الذي ربما يكون قد عزله عن السلطة. ليس هناك شك في أن تصرفات صلاح الدين بدت مثيرة للريبة حيث واصل إصلاحاته في جميع أنحاء المجتمع المصري، بما في ذلك إلغاء العديد من الضرائب التي تتعارض مع الشريعة الإسلامية، وبدأ في بناء أسطول هائل. ولكن نور الدين لم يكن وحيدًا في مواجهة المرؤوسين الطموحين. ومع تزايد نفوذ الأيوبيين في مصر، رغبوا هم أيضًا في اكتساب الأراضي والثروة والمجد. ومن بين هؤلاء كان ابن أخيه تقي الدين عمر، الذي وسع نطاق صلاح الدين غربًا إلى حدود الدولة الموحدية في عام 1173، وشقيقه توران شاه، الذي غزا اليمن وخلع زعيمها الكافر في عام 1174. وقد دفعت هذه المناورات نور الدين إلى إرسال مراقب حسابات إلى مصر لتحديد المبلغ المناسب للمدفوعات في عام 1173، وهي إشارة واضحة إلى عدم الثقة. ومع تصاعد التوترات، أثبت عام 1174 أنه كان عامًا حاسمًا بالنسبة لصلاح الدين. وفي وقت مبكر من العام، عندما غادر شقيقه الطموح إلى اليمن، اكتشف صلاح الدين مؤامرة كبرى لإعادة الفاطميين إلى السلطة، وتعامل مع المتآمرين بسرعة ووحشية. وفي هذه الأثناء، يبدو أن صبر نور الدين قد نفد أخيرًا، فبدأ في حشد جيش لغزو مصر. مرض نور الدين فجأة وتوفي، تاركًا وراءه عددًا من الخلفاء المباشرين الذين افتقروا إلى السن أو المهارة لخلافته. وباعتبار مصر قاعدة قوة آمنة له، لم يهدر صلاح الدين أي وقت في الزحف على دمشق، حيث رحب به سكانها بأذرع مفتوحة في عام 1174. ومن هذه النقطة فصاعدا، سينصب اهتمامه على الشام.

## ملحوظات
1. 1 2  Canard 1965، صفحات 857–858.
2. 1 2  Canard 1965، صفحة 858.
3. ↑  Lev 1999، صفحة 53
4. ↑  Lev 1999، صفحة 55
5. ↑  Maalouf 1984، صفحة 161
6. ↑  Möhring 2005، صفحة 23
7. ↑  Canard 1965، صفحة 859.
8. 1 2  Canard 1965، صفحة 857.
9. ↑  Canard 1965، صفحات 850–852.
10. ↑  Lev 1999، صفحات 116–117
11. ↑  Lev 1999، صفحة 16
12. ↑  Möhring 2005، صفحات 23–24
13. ↑  Maalouf 1984، صفحة 163
14. ↑  Möhring 2005، صفحة 24
15. ↑  Möhring 2005، صفحات 25–26
16. ↑  Shaddad 2002، صفحات 42–43
17. ↑  Lev 1999، صفحات 59–60
18. ↑  Möhring 2005، صفحة 27
19. ↑  Möhring 2005، صفحة 29
20. ↑  Lev 1999، صفحات 80–81
21. ↑  Lev 1999، صفحات 49–50
22. 1 2  Möhring 2005، صفحة 31
23. ↑  Maalouf 1984، صفحة 171
24. ↑  Lev 1999، صفحة 85
25. ↑  Lev 1999، صفحات 97–101
26. ↑  Shaddad 2002، صفحات 48–49
27. ↑  Maalouf 1984، صفحات 174–175

## فهرس
- Canard, Marius (1965). "Fāṭimids". In Lewis, B.; Pellat, Ch.; Schacht, J. (eds.). The Encyclopaedia of Islam, New Edition, Volume II: C–G (بالإنجليزية). Leiden: E. J. Brill. pp. 850–862. ISBN:90-04-07026-5.
- دفتري، فرهد (2007). الإسماعيلية: تاريخهم ومذاهبهم (ط. الثانية). كامبردج: مطبعة جامعة كامبردج. ISBN:978-0-521-61636-2.
- Ehrenkreutz، Andrew S. (1972). Saladin. Albany: State University of New York Press. ISBN:0-87395-095-X.
- Halm, Heinz (2014). Kalifen und Assassinen: Ägypten und der vordere Orient zur Zeit der ersten Kreuzzüge, 1074–1171 [Caliphs and Assassins: Egypt and the Near East at the Time of the First Crusades, 1074–1171] (بالألمانية). Munich: C.H. Beck. ISBN:978-3-406-66163-1.
- Maalouf، Amin (1984) [1983]. Les croisades vues par les Arabes [The Crusades Through Arab Eyes]. trans. Jon Rothschild. London: Al Saqi Books. ISBN:978-0-86356-023-1. OCLC:12081005.
- Möhring، Hannes (2008) [2005]. Saladin, der Sultan und seine Zeit, 1138–1193 [Saladin: the Sultan and His Times, 1138–1193]. trans. David S. Bachrach, intro. Paul M. Cobb. Baltimore: Johns Hopkins University Press. ISBN:978-0-8018-8991-2. OCLC:192109774.
- Yusuf ibn Rafi ibn Shaddād، Bahā' ad-Dīn (2002) [1228]. The Rare and Excellent History of Saladin. Richards, D.S. (trans.). Burlington, Vermont: Ashgate Publishing. ISBN:0-7546-3381-0.
- ليف، يعقوب (1991). الدولة والمجتمع في مصر الفاطمية. ليدن: بريل. ISBN:90-04-09344-3.
- ليف، يعقوب (1999). صلاح الدين في مصر. ليدن، بوسطن، كولن: بريل. ISBN:90-04-11221-9.

## قراءة إضافية
- Holt، P.M. (1986). The Age of the Crusades: the Near East from the eleventh century to 1517. A History of the Near East. trans. Richards, D.S. New York: Longman. ج. 2. ISBN:978-0-582-49303-2. OCLC:11517525.
- Ibn al-Athir، Izz al-Din (2008). The chronicle of Ibn al-Athir for the crusading period from al-Kamil fi'l-tarikh. trans. Richards, D.S. Burlington, Vermont: Ashgate Publishing. ج. 2. ISBN:978-0-7546-4077-6. OCLC:74356392.